# Ivangorod
Ivangorod (Russisch: Ивангород; Estisch: Jaanilinn; Fins: Iivananlinna; Nederlands: Johanstad) is een stad in de Russische oblast Leningrad. Het ligt aan de Russisch-Estische grens, op zo'n 160 kilometer ten westzuidwesten van Sint-Petersburg.
Ivangorod is een belangrijke grensstad. Het ligt op de rechteroever van de Narva. Aan de andere kant van de oever begint Estland, met aldaar de stad Narva. Het heeft een belangrijk station aan de spoorlijn Tallinn – Sint-Petersburg.

## Voor de 20e eeuw
Ivangorod is verreweg het bekendst door het gelijknamige landschapsbepalende kasteel, dat in de Moskovische tijd (1492) werd gebouwd en na voltooiing naar grootvorst Ivan III werd vernoemd. Het kasteel was vooral bedoeld als bescherming tegen de Orde van de Zwaardbroeders.
Tussen 1581–1590 en 1612–1704 werd Ivangorod overheerst door het Zweedse rijk. Overigens behoorde Ivangorod in administratieve zin van 1612 tot 1945 bij Narva.

## 20e eeuw
Toen het Russische Rijk in 1918 in elkaar was gestort, kreeg het nieuwe onafhankelijke Estland zowel Narva als Ivangorod in handen. Dit werd vervolgens door bolsjewistisch Rusland bij de Vrede van Tartu erkend, waarna er gedurende het interbellum in termen van territorium niets veranderde.
In 1941 werd Ivangorod eerst door de Duitsers bezet, en toen die zich in 1944 uit Estland moesten terugtrekken, haalden de sovjets Narva en Ivangorod administratief uit elkaar. Narva ging horen bij de Estische SSR en Ivangorod hoorde vanaf dat moment 'slechts' bij de oblast Leningrad. Het kreeg stadsstatus in 1954.
Toen Estland in 1991 opnieuw onafhankelijk werd, wilden de Esten graag de grens zoals die in 1920 was, aanhouden als landsgrens. De Russen hielden, ondanks diplomatieke spanningen, vast aan de grens van 1944, waardoor Ivangorod sindsdien feitelijk bij Rusland hoort. Een grensverdrag tussen beide landen is tot op heden niet tot stand gekomen.

## Bezienswaardigheden
De stad is vooral bekend omwille van haar vesting, die soms foutief als kremlin aangeduid wordt. De vesting van Ivangorod was echter geen versterkte stadskern, zoals echte kremlins, maar een grensfort ter bescherming tegen de Duitse Orde, die aan de overkant van de rivier de Narva een eigen kasteel had.
Bestuurlijk centrum: Sint-Petersburg (geen onderdeel van de oblast)

Steden: Boksitogorsk · Gatsjina · Ivangorod · Kamennogorsk · Kingisepp · Kirisji · Kirovsk · Kommoenar · Ljoeban · Lodejnoje Pole · Loega · Nikolskoje · Novaja Ladoga · Otradnoje · Pikaljovo · Podporozje · Primorsk · Priozersk · Sertolovo · Sjasstroj · Sjlisselburg · Slantsy · Sosnovy Bor · Svetogorsk · Tichvin · Tosno · Volchov · Volosovo · Vsevolozjsk · Vyborg · Vysotsk

Stedelijke districten: Sosnovy Bor

Gemeentelijke districten: Boksitogorski · Gatsjinski · Kingiseppski · Kirisjski · Kirovski · Lodejnopolski · Loezjski · Lomonosovski · Podporozjski · Priozerski · Slantsevski · Tichvinski · Tosnenski · Volchovski · Volosovski · Vsevolozjski · Vyborgski